# Hrvatin Stjepanić
Hrvatin Stjepanić (fl. 1299-1304) fue un magnate bosnio con el título de knez de Donji Kraji en el Banato de Bosnia. En la historiografía, el apellido Hrvatin se escribe Stjepanić o Stipanić y fue el homónimo de la familia noble Hrvatinić.

## Vida
Hrvatin Stjepanić fue un magnate bosnio que gobernó en Donji Kraji, en la Bosnia medieval con el título de knez. Era pariente y vasallo de Pablo I Šubić de Bribir, ban de Bosnia en ese momento. El medievalista croata Ferdo Šišić creía que Hrvatin murió aproximadamente al mismo tiempo que Pablo I en 1312. Hrvatin es el homónimo de la familia noble Hrvatinić, que se hizo prominente en el Banato de Bosnia y más tarde en el Reino de Bosnia por su hijo, Vukac Hrvatinić, primero como knez y más tarde como vaivoda (duque), y luego por su nieto, el gran duque de Bosnia, Hrvoje Vukčić Hrvatinić.  

## Descendencia
Hrvatin tuvo tres hijos:
- Vukoslav Hrvatinić (fl. 1315-1326), emitió una carta en 1315 en Sanica.[5] En una concesión de tierras hacia 1326, Esteban II mencionó que Vukoslav «había abandonado al señor croata» (es decir, había cesado la alianza con el heredero de Pablo I, Mladen II Šubić de Bribir, y la nobleza croata en general, por lo que ahora se lo consideraba leal a Esteban).[6] Vukoslav sirvió como knez de Ključ hacia 1325). Se casó con Jelena, la hija del knez Kurjak de Krbava.[7]
- Pavle Hrvatinić (fl. 1323-1332), gobernante de la župa de Zemljanik.
- Vukac Hrvatinić (fl. 1357-1366, murió después de 1377), defendió alrededor de 1363 la fortaleza de Sokol en el condado de Pliva contra los húngaros, por lo que recibió una župa entera en Pliva y el título de vaivoda (duque) por el ban Tvrtko I de Bosnia.[8]